# Emilio Fuentes
Emilio José Sánchez Fuentes (ur. 30 kwietnia 1985 w Albacete) – hiszpański piłkarz występujący na pozycji pomocnika w UE Llagostera.